# Garrett Williamson
Garrett Williamson (Ardmore, 15 giugno 1988) è un ex cestista statunitense con cittadinanza canadese.

## Palmarès
- NBL Canada Canadian of the Year (2014)
- All-NBL Canada First Team (2014)